# Callobius tehama
Callobius tehama là một loài nhện trong họ Amaurobiidae.
Loài này thuộc chi Callobius. Callobius tehama được miêu tả năm 1972 bởi Leech.